# Jazzrhythmik
Der Begriff Jazzrhythmik beschreibt im weiteren Sinne die spezifisch für die Jazz-Musik und die aus ihr hervorgehenden Musikrichtungen besonderen rhythmischen Eigenschaften.
Ursprung der Jazzrhythmik ist die afrikanische Rhythmusvielfalt, mit dieser aber nicht gleichzusetzen. Zu den jazzspezifischen Erscheinungsformen gehören swing, Offbeat und Drive. Auch die Phrasierung dient als Element der Jazzrhythmik. Das rhythmische Geschehen entsteht im Zusammenwirken aller Instrumente und ist keinesfalls auf die Rhythmusgruppe beschränkbar; vielmehr ist deren perkussiver Rhythmus als „ein auf Perkussionsinstrumenten wiedergegebener Melodie-Rhythmus“ zu verstehen. In den modernen Richtungen des Jazz sind verstärkt polyrhythmische Strukturen beobachtbar. In freien Spielformen des Jazz tritt an die Stelle einer Orientierung am swing häufig ein (rhythmisches) Energiespiel, wie es insbesondere Sunny Murray entwickelte.